# Jesu Hjärtas basilika, Zagreb
Jesu Hjärtas basilika (kroatiska: Bazilika Srca Isusova) är en romersk-katolsk kyrka och basilika i Zagreb i Kroatien. Den är belägen i Nedre staden och uppfördes 1901–1902 enligt ritningar av den lokale arkitekten Janko Holjac. Kyrkan är tillägnad Jesu heliga hjärta och är Jesuitordens centrala helgedom i Kroatien. I kyrkan finns den helgonförklarade Ivan Merzs reliker.

## Historik och arkitektur
Kyrkans uppförande har sin grund i jesuiternas planerade återkomst till Zagreb. Zagrebs dåvarande ärkebiskop Juraj Haulik lät år 1860 donera 60 000 forinter för att köpa den mark där den framtida tilltänkta jesuitkyrkan skulle stå. Senare skulle ärkebiskopen Juraj Posilović donera ytterligare 12 000 forinter för samma ändamål.
Grundstenen till den nya jesuitkyrkan lades den 10 oktober 1901 och dess sista del, klocktornen, stod färdiga år 1902.

## Arkitektur
Vid kyrkans uppförande kom den i Wien utbildade lokale arkitekten Janko Holjac att blanda olika stilar. Exteriört uppvisar kyrkan klassiska inslag från en jesuitisk basilika. Fasadens motiv har stildrag från nybarocken, nyrenässansen och secessionen. Interiört har ett kraftfullt rumsligt intryck uppnåtts genom det breda mittskeppet som är karaktäristiskt för kyrkor med stildrag från den sena historicismen. Både inhemska och utländska (främst österrikiska) mästare arbetade på basilikans interiör i början av 1900-talet.

## Ivan Merz
Den 16 december 1977 flyttades kvarlevorna efter Ivan Merz från Mirogojkyrkogården till Jesu Hjärtas basilika där han sedan dess är begravd. Merz hade under sitt liv bott hos sina föräldrar i en närliggande byggnad. Under åren 1922–1928 besökte han kyrkan dagligen och det var i den han oftast mottog kommunionen. Flytten av hans kvarlevor hade tillkommit på hans följares önskan. År 2003 helgonförklarades Ivan Merz av den dåtida påven Johannes Paulus II och basilikan är därmed en speciell plats för vördnad av och förbön för det romersk-katolska helgonet Merz.

### Fotnoter
1. ↑  Sveta-misa.org Arkiverad 2 april 2015 hämtat från the Wayback Machine. (kroatiska)
2. 1 2 3 4 5  Maruševski, Olga (augusti 1991). ”Bazilika Srca Isusova u Zagrebu (Jesu Hjärtas basilika i Zagreb)” (på kroatiska) ( PDF). Obnovljeni život (Förnyat liv). Kroatiska Jesuitordens filosofiska och teologiska institut. sid. 342–351. http://hrcak.srce.hr/file/82915. Läst 15 mars 2015.
3. 1 2 3  Nagy, Božidar (1978). ”Kršćanska zrelost u službi vjerskog odgoja” (på kroatiska) ( PDF). sid. 451–456. http://hrcak.srce.hr/file/84685. Läst 15 mars 2015.